# Josef Marek (politik ČSL)
Josef Marek (7. duben 1909 Lukavice - ???) byl český a československý politik Československé strany lidové a poúnorový poslanec Národního shromáždění ČSR.

## Biografie
Po vyučení strojníkem pracoval mezi lety 1928 a 1930 v mladoboleslavské automobilce. V letech 1930-1936 byl zaměstnán v továrně na lékařské přístroje v Libni jako mechanik. Od roku 1936 byl mechanikem v Pražských jatkách, kde pracoval až do důchodu. Od roku 1930 byl členem ČSL. Prosazoval se až v 50. letech, kdy působil jako člen Ústředního národního výboru hlavního města Prahy. Po roce 1960 již není o jeho aktivitách nic známo.
Ve volbách roku 1954 byl zvolen za ČSL poslancem ve volebním obvodu Praha-město. V Národním shromáždění zasedal až do konce jeho funkčního období, tedy do voleb v roce 1960. K roku 1954 se profesně uvádí jako člen ÚNV v Praze a údržbář n. p. Pražské jatky.